# Ивица Крајач
Ивица Крајач Мали (Београд, 2. април 1938 – Загреб, 6. новембар 2024) био је југословенски и хрватски композитор забавне музике и шансоне, певач, текстописац, позоришни, филмски и телевизијски сценариста и либретиста.

## Биографија
Дипломирао је на одсеку за музику на Педагошкој академији у Загребу, а потом и позоришну режију на Академији драмских уметности у класи професора Косте Спаића. Године 1983. почео је да ради као редитељ у Опери загребачког ХНК.
Бавио се и преводилачким радом те је на српскохрватски (хрватски) преводио дела са енглеског, немачког и руског језика. Оснивач је вокално-сценске групе Квартет 4М са којом је наступао широм бивше Југославије и Европе, и са којом је учествовао и на Песми Евровизије 1969. у Мадриду. Добитник је бројних домаћих и међународних признања, укључујући и награду Порин за животно дело која му је додељена 1995. године.
Написао је либрето за прву хрватску рок-оперу Губец-бега (заједно са Карлом Метикошем), те сценарио за мјузикл Црне краљице.